# 핀란드 노동자당 제2차 당대회

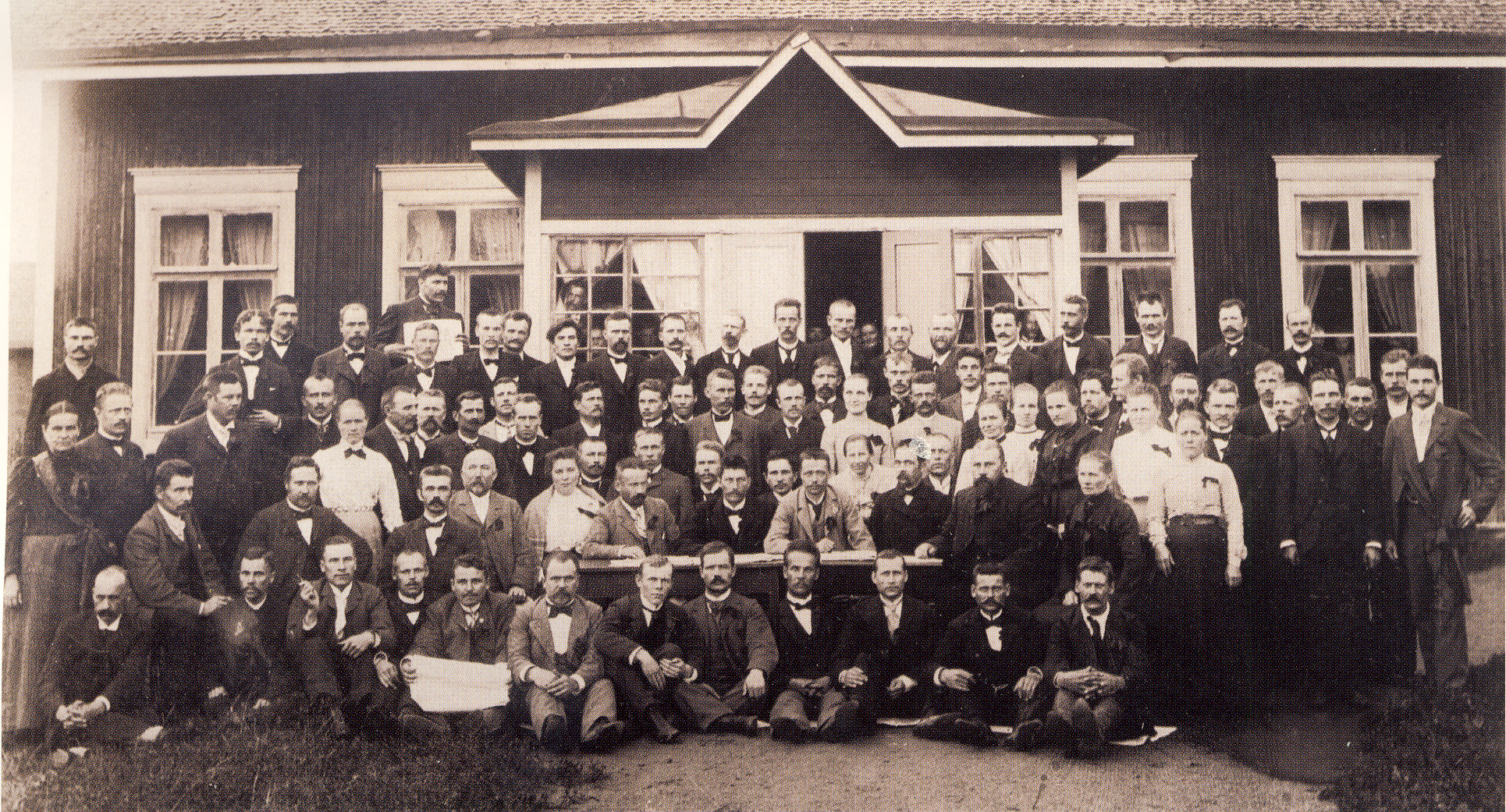

핀란드 노동자당 제2차 당대회(핀란드어: Suomen Työväenpuolueen 2. puoluekokous)는 1903년 7월 17일에서 20일까지 포르사의 쿠하 노동자협회 건물에서 열렸다. 핀란드 노동운동사에서 매우 중요한 사건이기에 그냥 포르사 대회(핀란드어: Forssan kokous 포르산 코코우스[*])라고도 한다. 이 대회에서 당명을 핀란드 사회민주당으로 개칭할 것이 결정되었다.:51–58. 또한 이 대회에서 채택된 포르사 강령은 현대 복지사회의 모든 요소가 포함되어 있는 것으로서 지극한 중요성을 갖는다. 이 포르사 강령의 구현은 오랫동안 핀란드 사회민주당의 지향 목표였고, 1952년까지 사회민주당의 강령은 변경되지 않았다.